# Pindara laetabilis
Pindara laetabilis là một loài bướm đêm trong họ Noctuidae.